# 日本赤十字社愛知医療センター名古屋第二病院

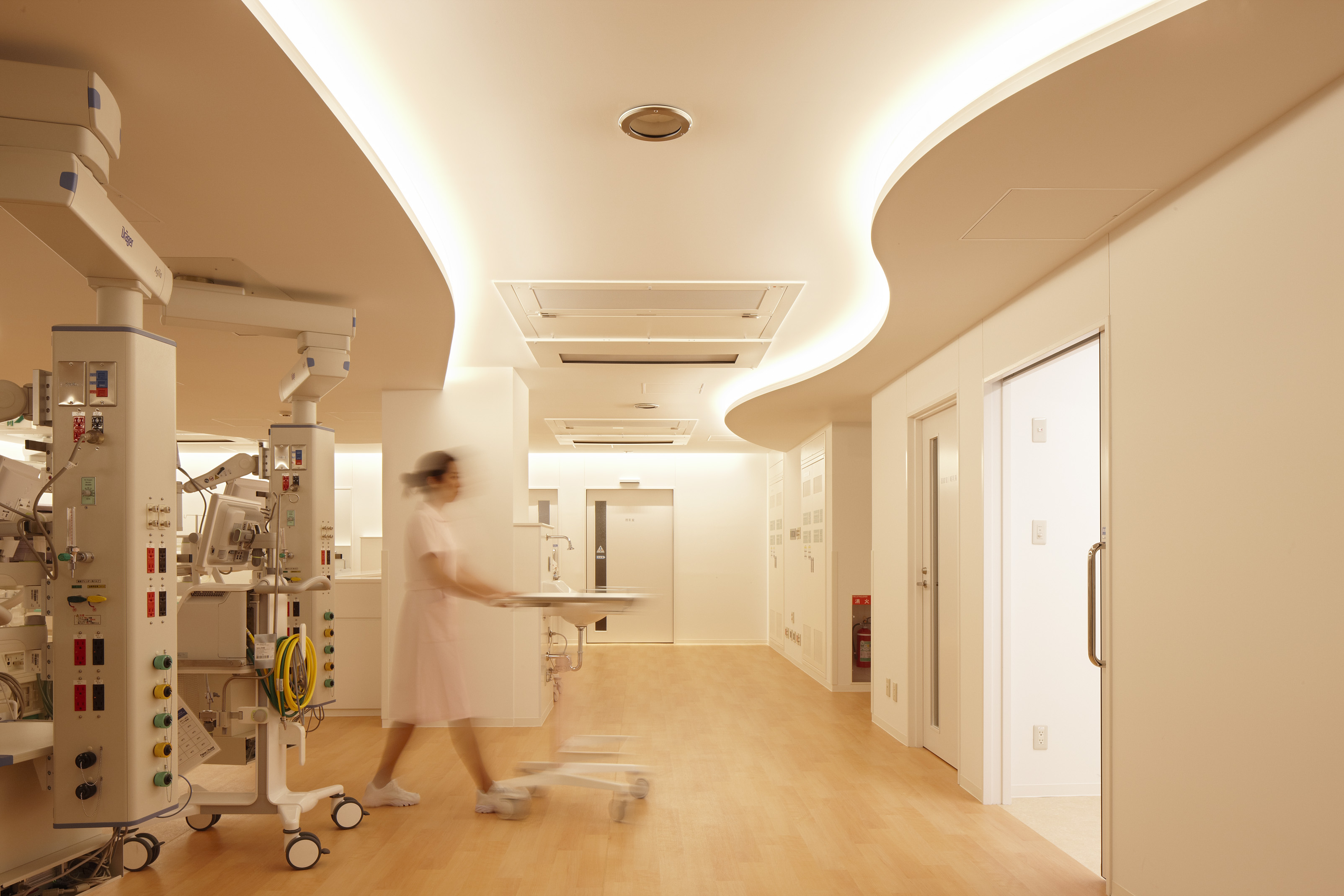
小児集中治療室

赤十字の標章

日本赤十字社愛知医療センター名古屋第二病院（にっぽんせきじゅうじしゃあいちいりょうせんたーなごやだいにびょういん）は、愛知県名古屋市昭和区妙見町にある、日本赤十字社愛知県支部運営の病院。

## 概要
名古屋市には中村区に日本赤十字社愛知医療センター名古屋第一病院（中村日赤）が存在するため、地元では八事日赤（やごとにっせき）と呼ばれ、隣接の地下鉄の駅名も八事日赤駅となっている。
重症病床は、（ICU：10床）、脳卒中ケアユニット（SCU：8床）を備える。
名古屋市内でPICU（小児集中治療室）を持つ病院は当院と名古屋市立大学病院のみである（名古屋市外では、大府市のあいち小児保健医療総合センターにある）。

## 沿革
- 1914年（大正3年）12月 日本赤十字社愛知支部八事療養所として開設。
- 1950年（昭和25年）8月 名古屋第二赤十字病院に改称。
- 1969年（昭和44年）12月 総合病院の認定を受ける。
- 1973年（昭和48年）6月 救急指定病院の告示を受ける。
- 1974年（昭和49年）12月 救急医療センターに指定をされる。
- 1978年（昭和53年）8月 地方腎移植センターに指定される。
- 1984年（昭和59年）4月 救命救急センターに指定される。
- 1996年（平成8年）11月 災害拠点病院に指定される。
- 1998年（平成10年）7月 地域周産期母子医療センターに指定される。
- 2001年（平成13年）4月 日本赤十字社国際医療救援拠点病院に指定される。
- 2004年（平成16年）10月 第一種感染症指定医療機関に指定される。
- 2009年（平成21年）4月  総合周産期母子医療センターに指定される。
- 2021年（令和3年）6月：一体的な運営を行う「日本赤十字社愛知医療センター」化を進むため、2021年7月から「日本赤十字社愛知医療センター第二病院[2][3]」となる。

## 診療科

### 診療科
| - 内科 - 神経内科 - 呼吸器科 - 循環器科 - 消化器科 - 小児科 - 外科 - 心臓血管外科 - 呼吸器外科 - 小児外科 - 形成外科 - 整形外科 | - 脳神経外科 - 皮膚科 - 泌尿器科 - 産婦人科 - 眼科 - 耳鼻咽喉科 - 麻酔科 - リハビリテーション科 - 放射線科 - 歯科・口腔外科 - 国際医療救援部 - 腎臓病総合医療センター |

### 診療協働部門
- 看護部
- 薬剤部

## 医療機関の指定等
- 救急指定病院
- 生活保護法指定医療機関 （昭和21年10月（1946年）昭和第49号）
- 結核指定医療機関（昭和26年10月（1951年）第7003号）
- 国民健康保険療養取扱医療機関 （昭和34年1月（1959年）昭和33年）
- 健康保険療養取扱医療機関 （昭和35年9月（1960年）昭和33年）
- 労働者災害補償保険法指定医療機関 （昭和38年5月（1963年）愛労基局公示5号）
- 労災保険二次健診等給付医療機関 （平成13年6月1日（2001年））
- 原爆被爆者の援護に関する法律指定医療機関 （昭和48年4月（1973年）48指令保予第5－10号）
- 救急病院等を定める省令救急医療機関 （昭和48年6月（1973年）県告示第525号）
- 障害者自立支援法指定自立支援医療機関（更生医療）
- 障害者自立支援法による指定自立支援医療機関（育成医療）
- 障害者自立支援法による指定自立支援医療機関（精神通院）
- 母子保健法養育医療指定医療機関
- 母体保護法指定医療機関
- 総合周産期母子医療センター
- 戦傷病者戦没者遺族等援護法更生指定医療機関
- 特定疾患取扱医療機関
- 第一種感染症指定医療機関 （平成16年10月1日（2004年）16健対第1007号）[4]
- 肝疾患専門医療機関 （平成20年4月1日（2008年））
- 地域医療支援病院
- 地域がん診療連携拠点病院
- 愛知DMAT指定医療機関
- DPC対象病院

## 交通
- 名古屋市営地下鉄名城線 八事日赤駅下車、徒歩ですぐ（バリアフリーで直接接続している）。
- 名古屋市営バス（市バス）栄18系統・金山12系統・八事11系統・星丘13系統・昭和巡回「八事日赤病院」停留所下車、徒歩ですぐ。